# Gwendoline Joyce Lewis
Gwendoline Joyce Lewis   (Sud-àfrica, 27 de març de 1909 - Ciutat del Cap, 11 de novembre de 1967) va ser una botànica i il·lustradora sud-africana.
Va estudiar i doctorar a la Universitat de Ciutat del Cap. Va ser una experta en la descripció i classificació d'espècies de la família de les iridàcies. Va ser botànica al Bolus Herbarium de la Universitat de la Ciutat del Cap. Va morir a Ciutat del Cap l'11 d'abril de 1967.
L'abreviació botànica estandarditzada per citar un tàxon descrit per aquest autor és G.J.Lewis L'epítet de l'espècie Moraea lewisiae és en memòria seva.

## Obres destacades
- Gwendoline J. Lewis, Obermeyer A.A. 1972. Gladiolus: A Revision of the South African Species of Gladiolus. Ciutat del Cap: Purnell. 316 pp. (Obra pòstuma amb il·lustracions de la pròpia Gwendoline Joyce Lewis).
- Gwendoline J. Lewis. 1954. Some Aspects of the Morphology, Phylogeny and Taxonomy of the South African Iridaceae. Volume 40, Splits 2 of Annals. Edició reimpresa de Ann. of the South African Museum, 99 pp.